# Tiger and Turtle – Magic Mountain

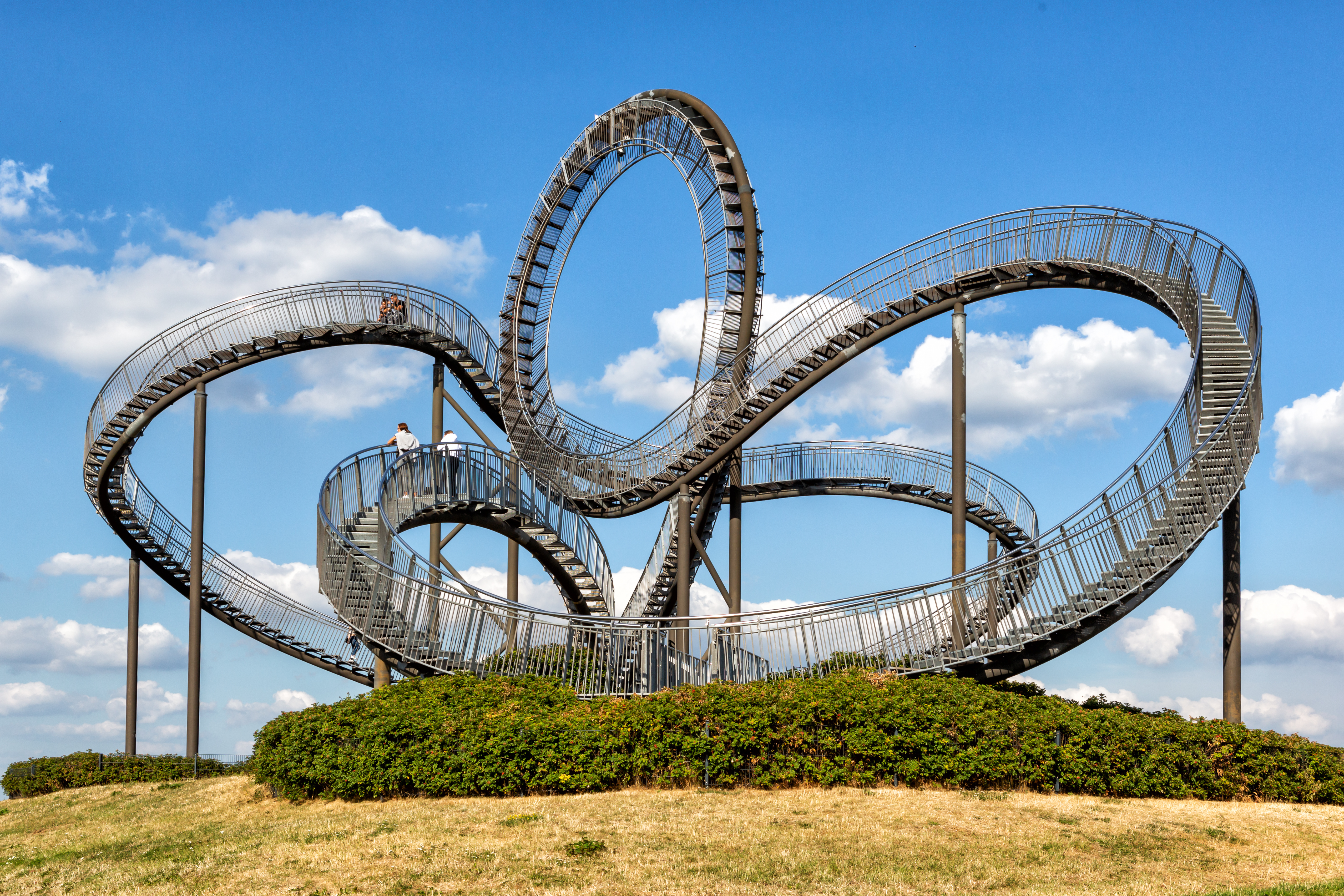
Ansicht von Südwesten

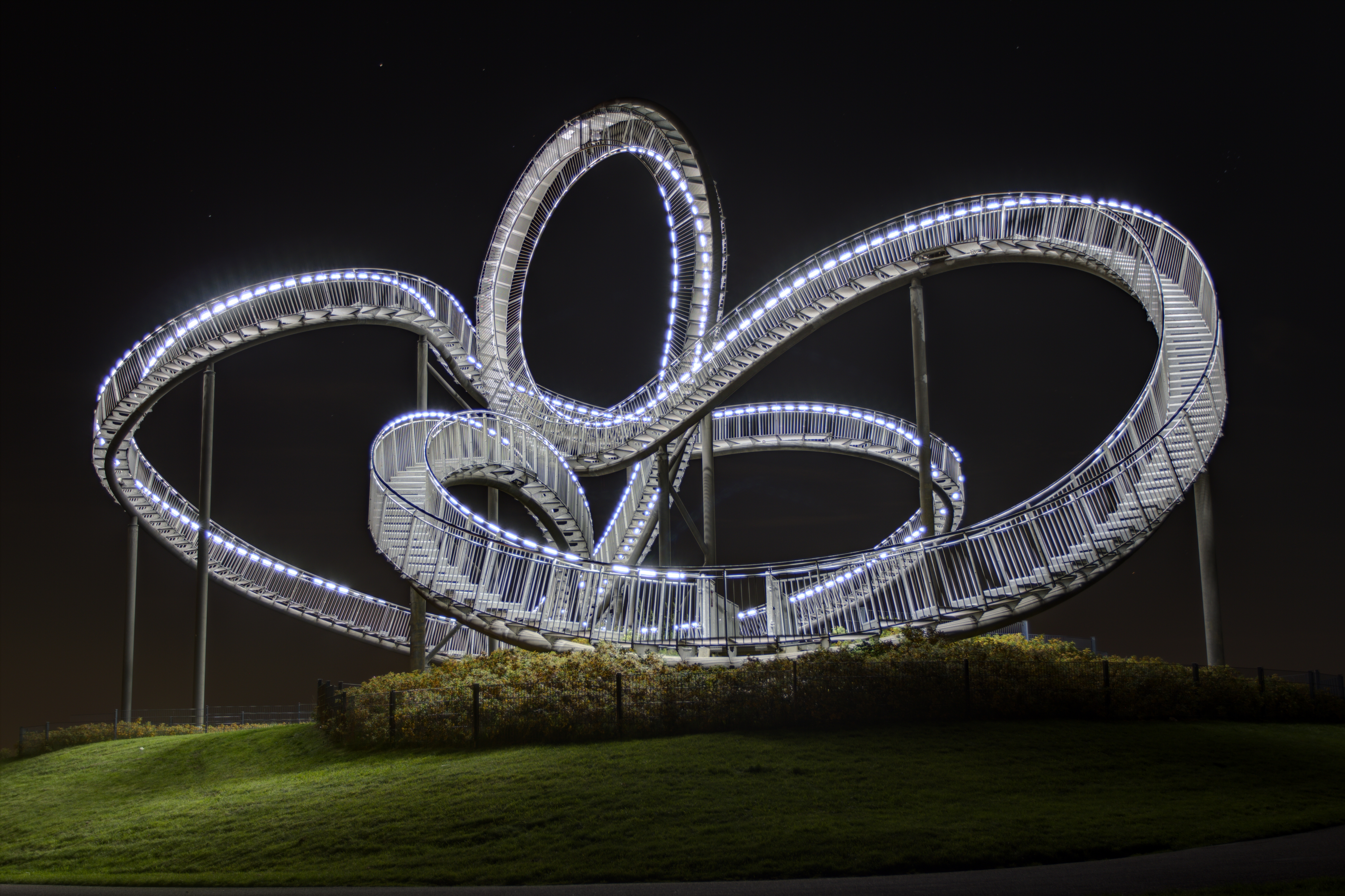
Ansicht bei Nacht

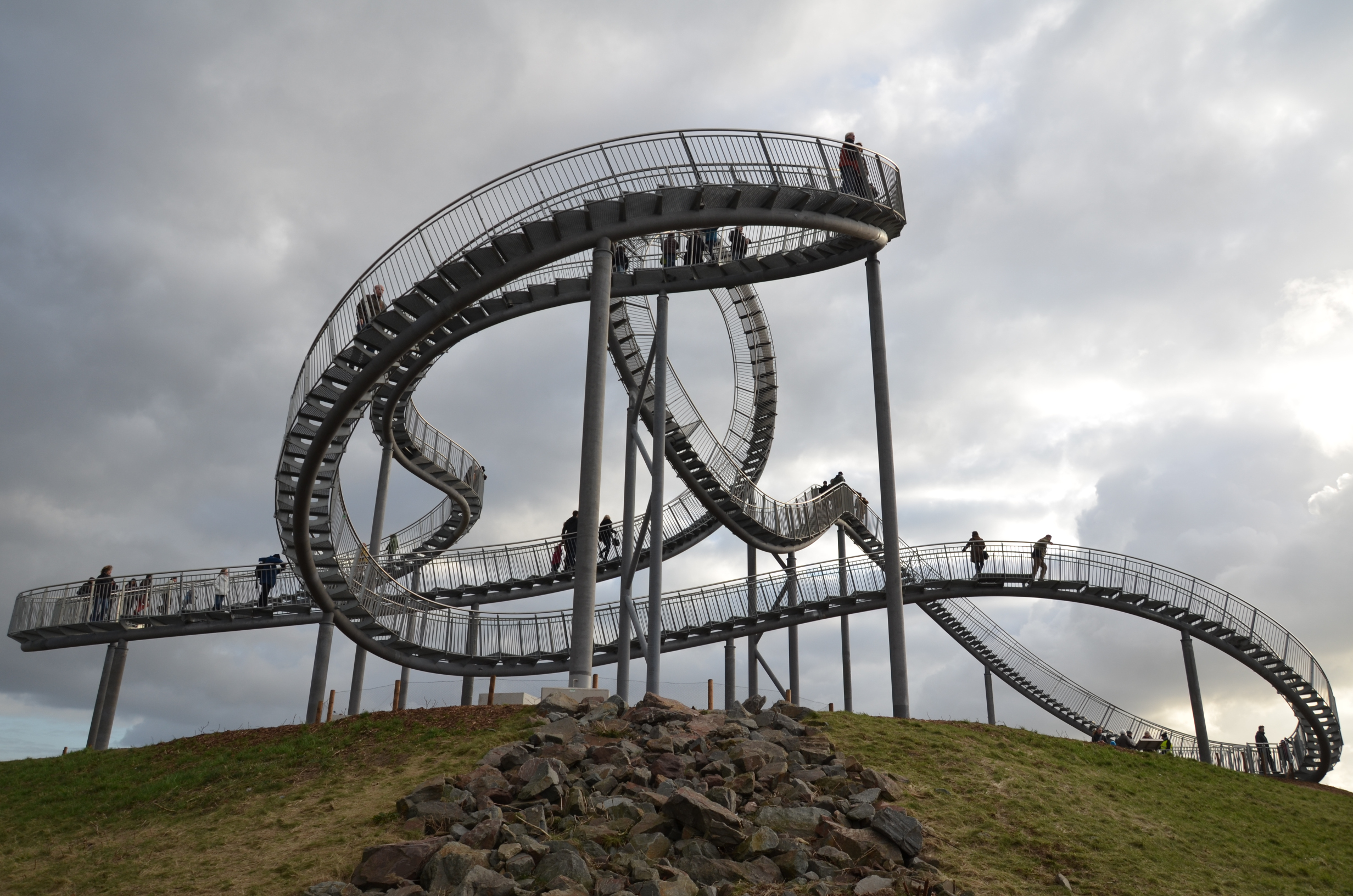
Ansicht von Norden

Tiger and Turtle – Magic Mountain ist eine einer Achterbahn nachempfundene Großskulptur auf der Heinrich-Hildebrand-Höhe im Angerpark in Duisburg-Angerhausen. Die Großskulptur ist ein Kunstwerk von Heike Mutter und Ulrich Genth, das im Rahmen der Kulturhauptstadt Ruhr.2010 entwickelt wurde.

## Beschreibung
Die nach dem Duisburger Heimatforscher Heinrich Hildebrand benannte Halde besteht unter anderem aus der Schlackedeponie der ehemaligen Zinkhütte MHD Sudamin GmbH (vormals Metallhütte AG Duisburg), die im August 2005 stillgelegt wurde.
Mit dem verzinkten Stahl als Baumaterial hat die Skulptur einen historischen Bezug zum Standort. Das Bauwerk mit einer Grundfläche von 40 mal 41 Metern ist etwas mehr als 20 Meter hoch (Oberkante Looping). Es kann bis auf den Looping vollständig begangen werden, was bedeutet, dass man den Weg in beiden Richtungen bis zum Einstiegspunkt wieder zurücklaufen muss. Da er eine Breite von weniger als einem Meter hat, kommt es immer wieder zu Engpässen, insbesondere an den steileren Abschnitten, daher sind maximal 195 Besucher gleichzeitig zugelassen. Der maximal erreichbare Punkt hat eine Höhe von 13 Metern.
Die Halde erhebt sich 35 Meter über dem umliegenden Straßenniveau (67 Meter über Normalnull), sodass ein Besucher der Skulptur aus 48 Metern Höhe (80 Meter über Normalnull) auf die umliegende (Industrie-)Landschaft wie zum Beispiel die Hüttenwerke Krupp Mannesmann in Hüttenheim, die Duisburger Innenstadt, den Rhein und bei guter Sicht und insbesondere bei Dunkelheit bis nach Düsseldorf (u. a. Flughafen, Rheinturm und die beleuchteten Pylone der Rheinkniebrücke) schauen kann.

## Technische Daten
Die 220 Meter lange Gesamtstrecke (zweigeteilt in die begehbaren Teilstrecken von 140 und 60 Metern) ist mit 349 Gitterrosten als Stufen belegt. 698 Pfosten, 349 Querträger und 17 Stützen tragen die Konstruktion. Haupttragrohr und Stützen haben einen Durchmesser von 323,9 mm. Das Gesamtgewicht der Großskulptur beträgt 90 Tonnen. 220 Stufen können begangen werden. Aus Sicherheitsgründen ist die Anzahl der Besucher limitiert, der Loopingbereich abgesperrt und der Zugang zeitlich sowie nach Wetterlage verschlossen. Nachts wird die Skulptur mit 880 LED-Lampen in den Handläufen beleuchtet.

## Entwicklung
Für den Entwurf der Großskulptur wurde im Frühjahr 2009 ein Wettbewerb von Seiten der Stadt Duisburg ins Leben gerufen. Aus diesem ging der Entwurf von Heike Mutter und Ulrich Genth unter vier Einreichungen als Sieger hervor. Weitere Teilnehmer am Wettbewerb waren die Künstler Rita McBride, Michael Sailstorfer und Stephen Craig. Rita McBrides Entwurf der Delicate Arch wurde im Rahmen des Ruhr.2010-Projektes B1|A40 – Die Schönheit der großen Straße am Autobahnkreuz Kaiserberg realisiert.
Baubeginn der Fundamente war im August 2010. Die einzelnen Bauphasen wurden durch deutsche und niederländische Unternehmen durchgeführt.

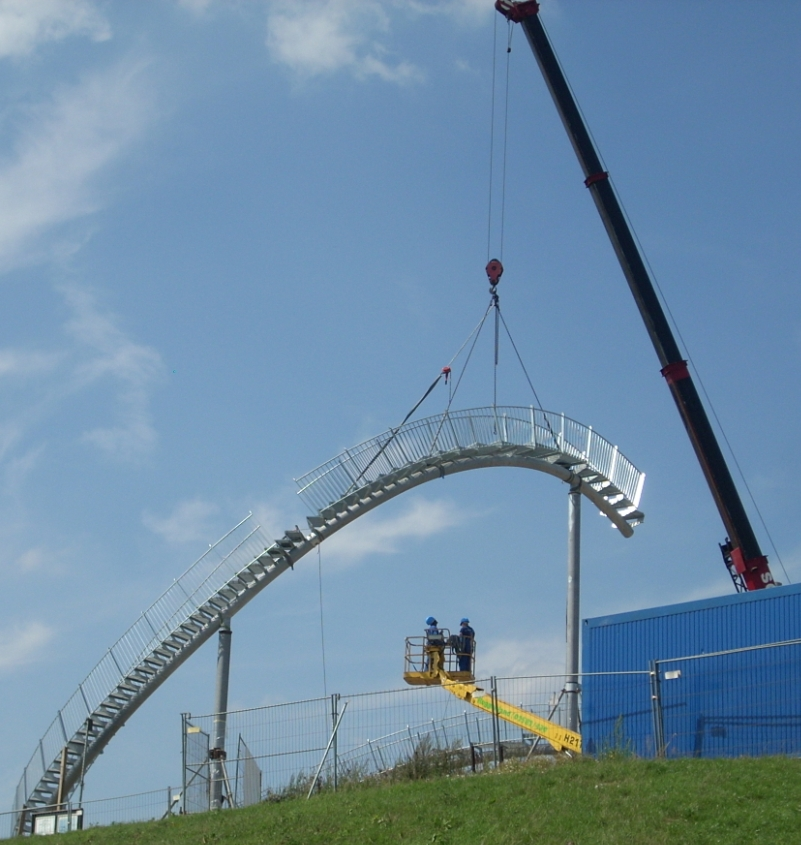
Stand der Bauarbeiten am 4. August 2011
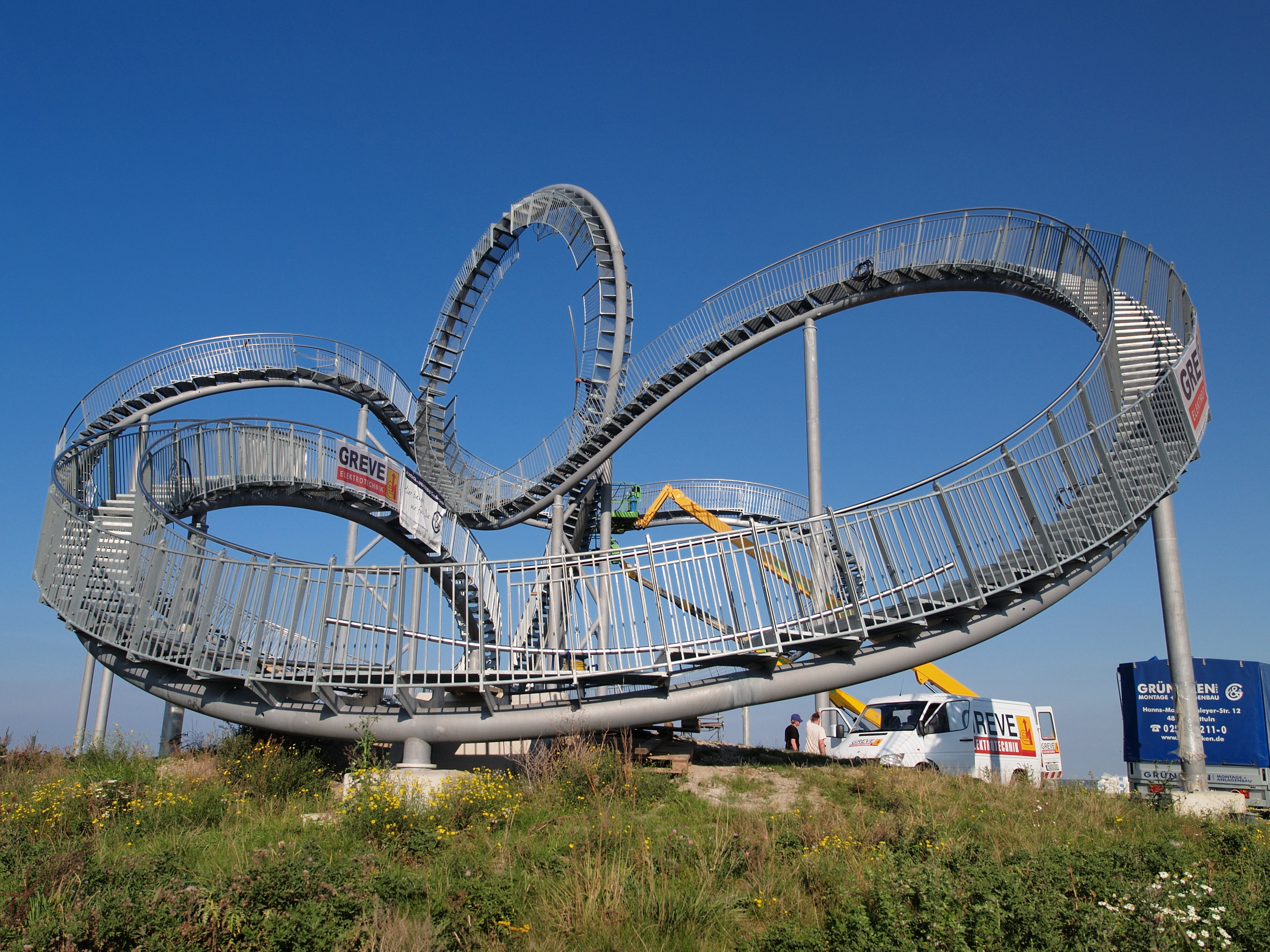
Stand der Bauarbeiten am 28. September 2011
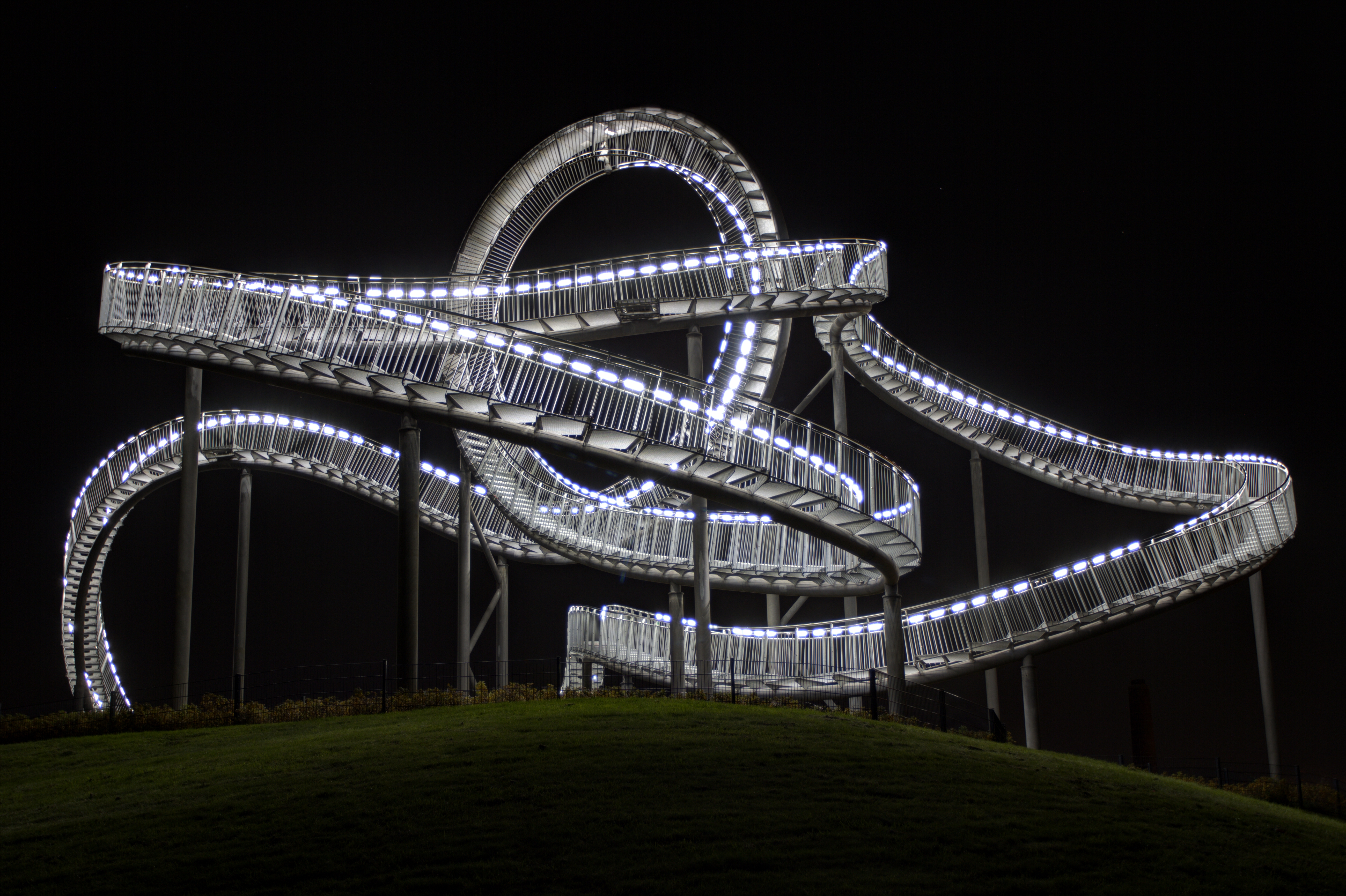
Beleuchtet am Abend – Blick von Westen
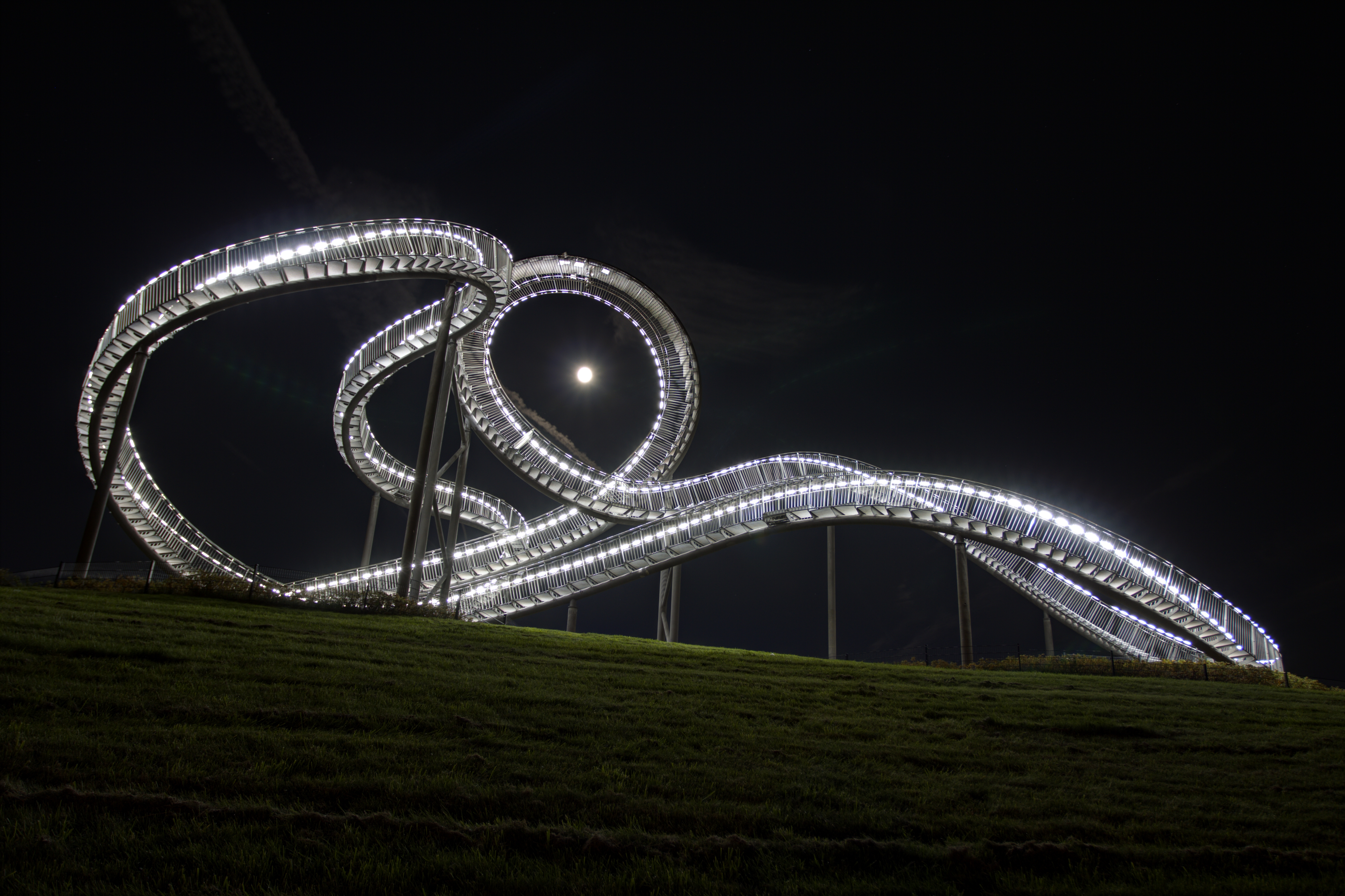
Der beleuchtete Looping bei Nacht mit Mond
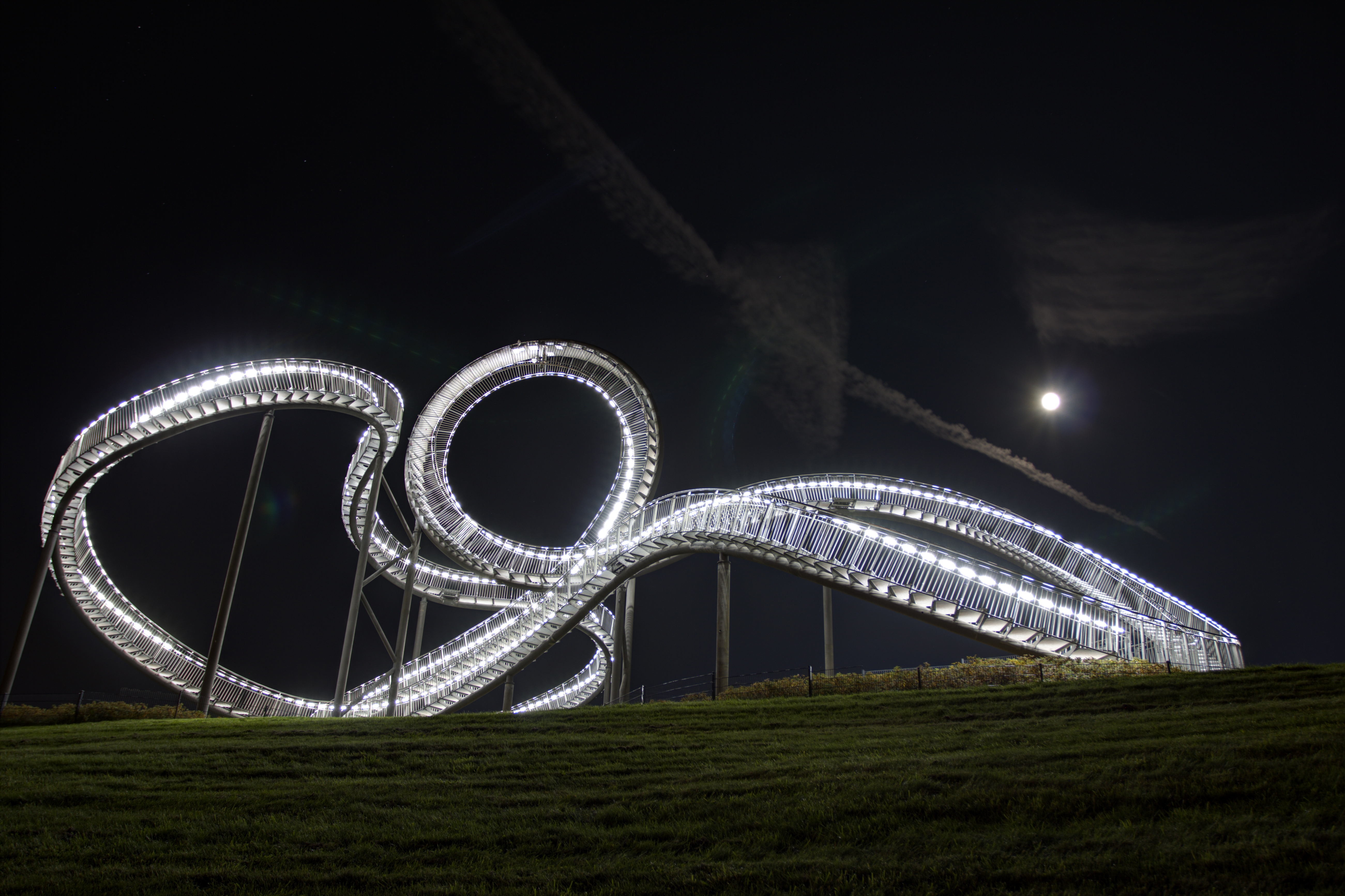
Der beleuchtete Looping bei Nacht mit Mond
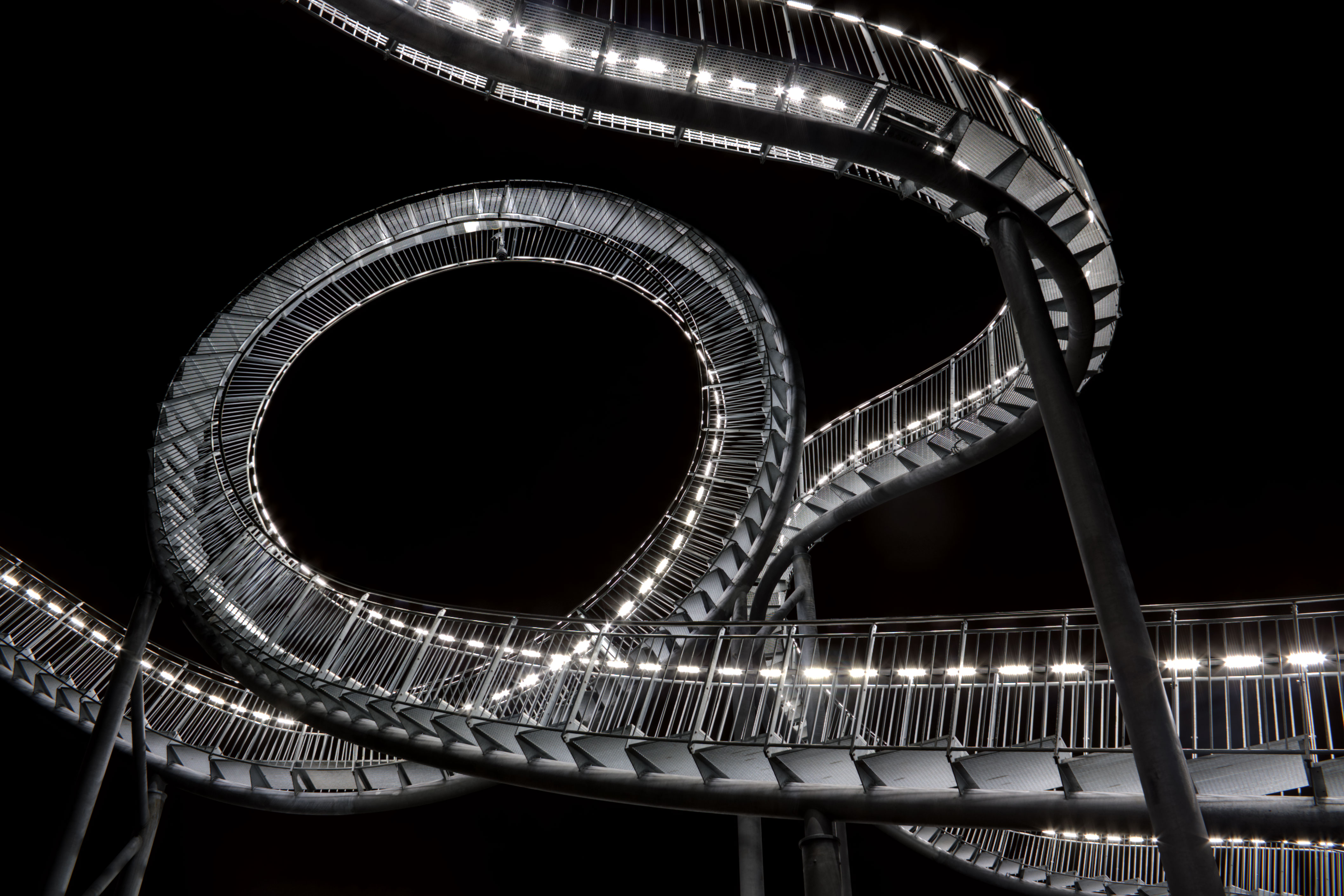
Der beleuchtete Looping bei Nacht
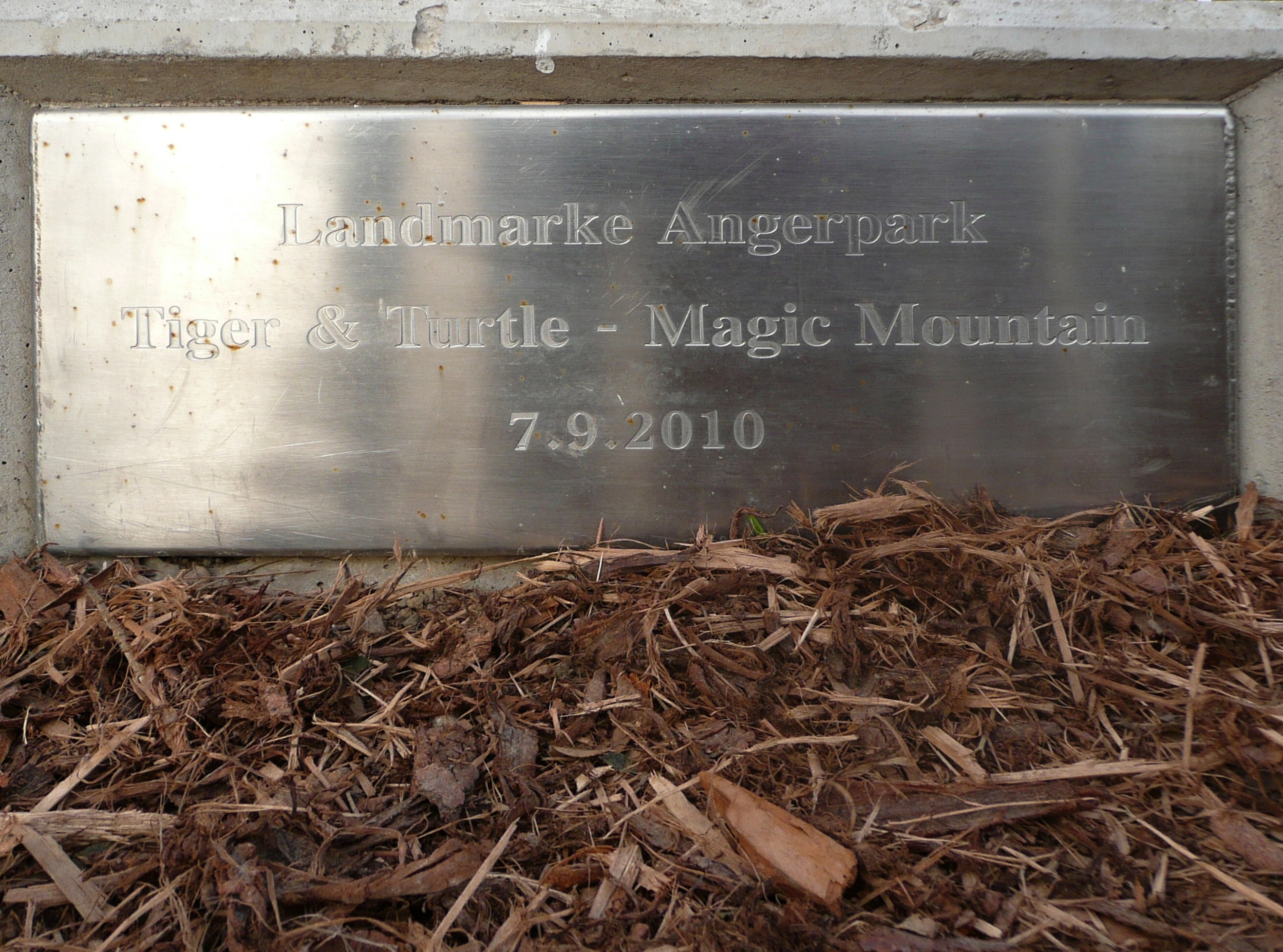
Gedenktafel im Fundament eines Pfeilers
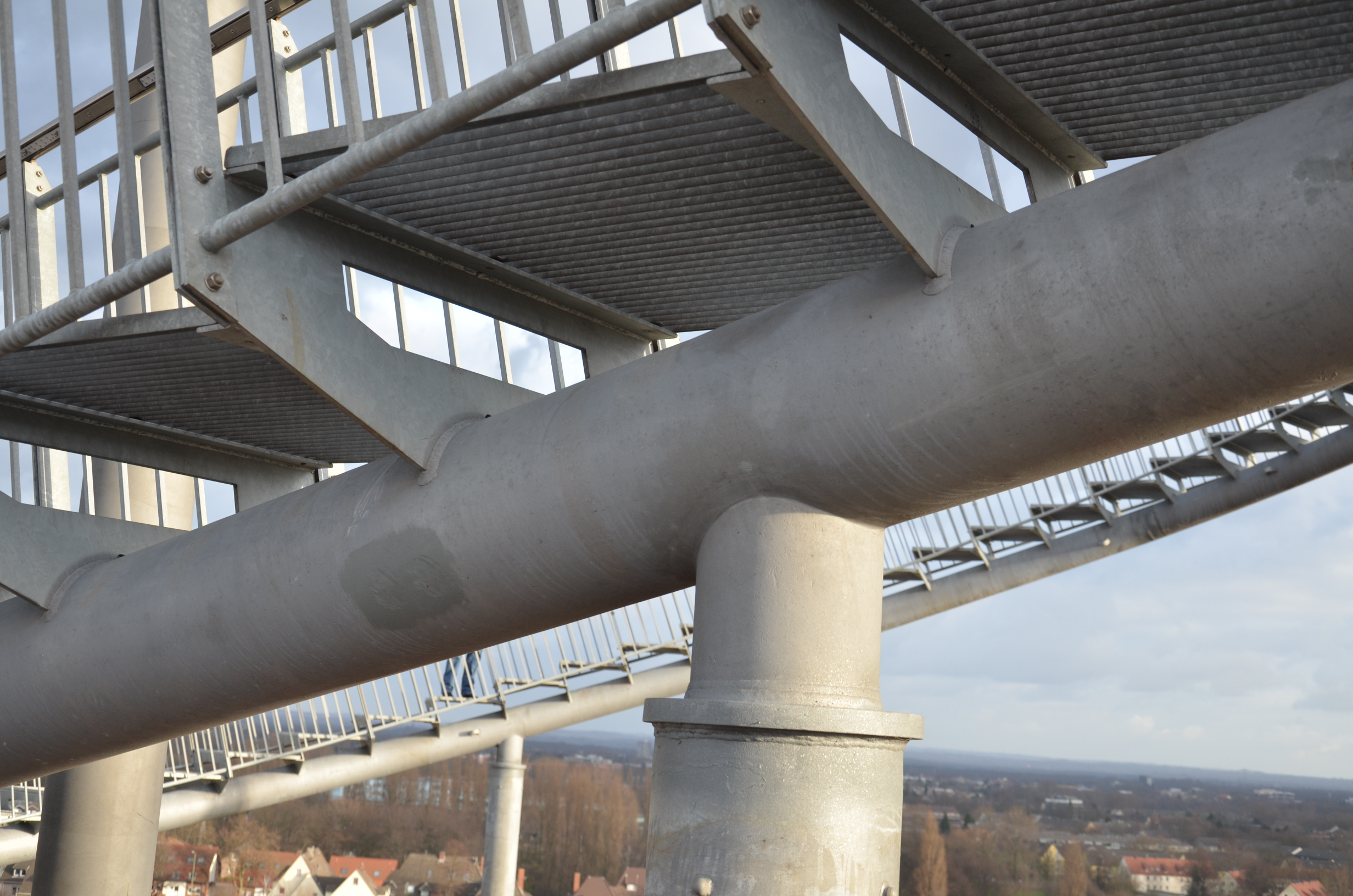
Konstruktionsdetails
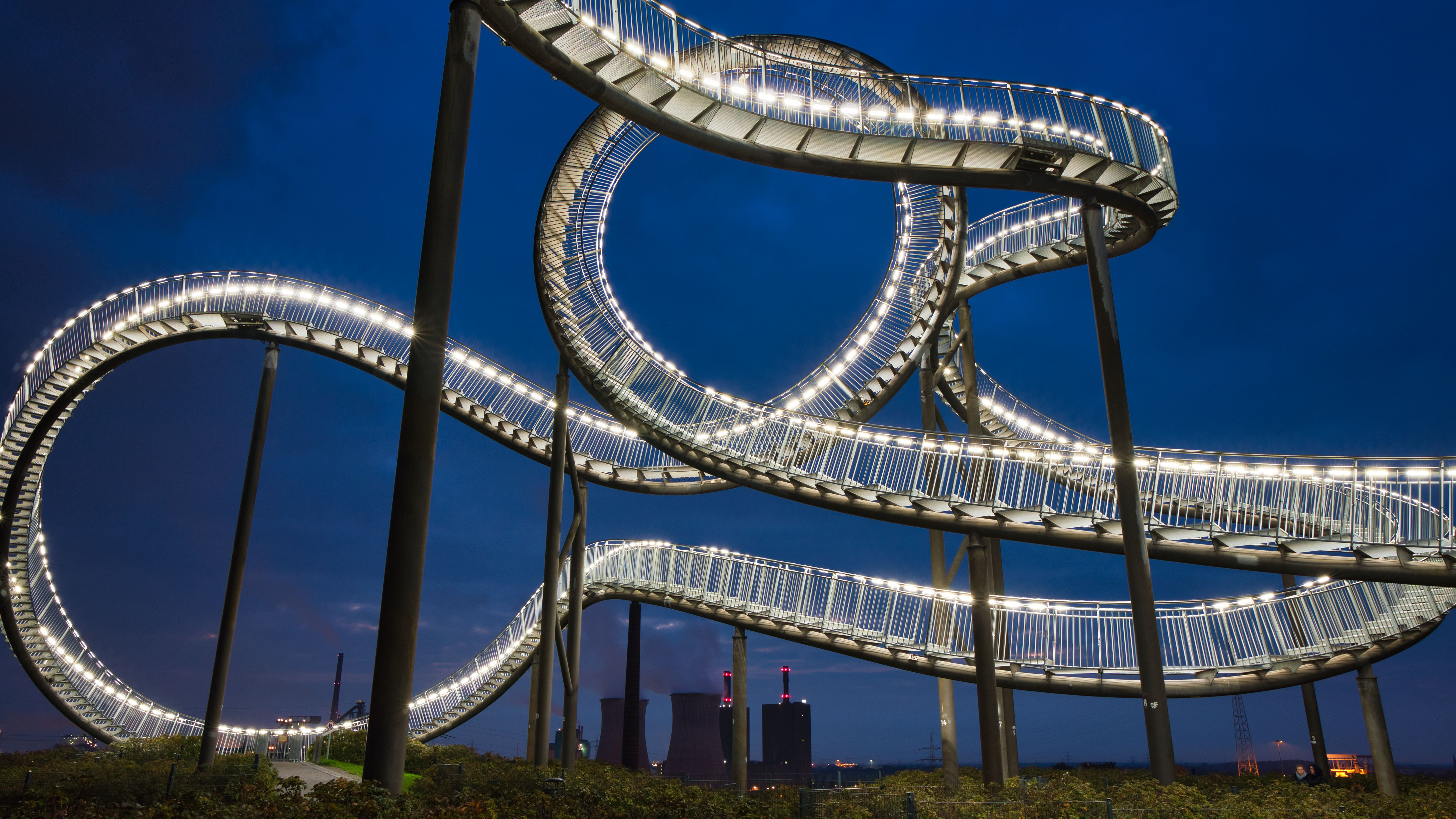
Tiger and Turtle während der Blauen Stunde

Am 12. November 2011 wurde die Skulptur im Beisein vom ehemaligen Geschäftsführer der Ruhr.2010 Fritz Pleitgen, dem damaligen Duisburger Oberbürgermeister Adolf Sauerland, den Künstlern und Sponsoren sowie anderen am Projekt Beteiligten eröffnet.

## Finanzierung
Die Baukosten betrugen insgesamt zwei Millionen Euro, geplant waren 1,4 Millionen.
Die Skulptur wurde durch das Land Nordrhein-Westfalen und im Rahmen des Ökologieprogramms im Emscher-Lippe-Raum (ÖPEL) gefördert. Weitere Gelder kamen aus den Landesmitteln für die Kulturhauptstadt Europa Ruhr.2010 sowie durch private Förderer (Hüttenwerke Krupp Mannesmann, Vallourec & Mannesmann Tubes, Sparkasse Duisburg und Stadtwerke Duisburg). Mehrere am Bauprozess beteiligte Unternehmen verzichteten ganz oder teilweise auf ihre Aufwandsentschädigungen.

## Kunstwerk
Die Künstler beschreiben ihr Werk so:

„Tiger and Turtle nimmt über die in ihm angelegte Dialektik von Geschwindigkeit und Stillstand Bezug auf die Umbruchsituation in der Region und deren Wandel durch Rückbau und Umstrukturierung. Indem die Skulptur die dem Bild der Achterbahn anhaftenden Erwartungen ad absurdum führt, reflektiert sie ihre eigene Rolle als potentielles überregionales Wahrzeichen, welches zwangsläufig als Bild vereinnahmt wird. Sie stellt der Logik des ewigen Wachstums eine absurd‐widersprüchliche Struktur entgegen, die sich einer eindeutigen Interpretation widersetzt.“